# Claus-Dieter Knöfler
Claus-Dieter Knöfler (* 25. Juni 1930 in Rötha) ist ein deutscher Ingenieur für Eisenbahn-, Betriebs- und Verkehrstechnik, Jurist und ehemaliger Politiker der DDR-Blockpartei Liberal-Demokratische Partei Deutschlands (LDPD).

## Leben
Knöfler war der Sohn eines Handwerkers. Nach dem Schulbesuch schlug er eine Ausbildung zum Ingenieur für Eisenbahn-, Betriebs- und Verkehrstechnik ein. Als solcher war er im VEB Braunkohlenwerk Regis bei Borna tätig und wechselte später als Justitiar an das Institut für Bergbausicherheit Leipzig.

## Politik
Knöfler trat der 1945 in der Sowjetischen Besatzungszone neugegründeten LDPD bei.  Bei den Wahlen zur Volkskammer der DDR war Knöfler Kandidat der Nationalen Front der DDR und von 1963 bis 1990 Mitglied der LDPD-Fraktion in der Volkskammer. 1963 gehörte er als Stellvertreter des Vorsitzenden dem Untersuchungsausschuss der Volkskammer an.